# Claudio Cimpanelli
Claudio Cimpanelli (Roma, 30 maggio 1956) è un compositore italiano.
Il suo repertorio spazia dalla musica sinfonica a quella per il teatro e il cinema.

## Biografia
Giovanissimo, entra a far parte della big band del corso di Musica jazz del Maestro Giorgio Gaslini, nel Conservatorio di Santa Cecilia in Roma (1971), diplomandosi successivamente in Tromba al Conservatorio Licinio Refice di Frosinone (1978).
Inizia gli studi di Composizione sotto la guida del Maestro Arnaldo Boreggi e poi del Maestro Luciano Pelosi, docente presso il Conservatorio di Santa Cecilia.
Laureato in Management musicale ha partecipato ad incontri per la diffusione della cultura musicale.
Il suo impegno come strumentista inizia a partire dal 1978 dividendosi tra l’Orchestra del Teatro dell’Opera di Roma e l’Orchestra Sinfonica della Rai di Roma.
Tale attività si estende anche alla partecipazione di molte sedute per registrazioni di musiche per film (Il Padrino Parte Terza, di Francis Ford Coppola; La luna di Bernardo Bertolucci; La salamandra, di Peter Zinner).
Allievo di Nino Pirrotta per la Storia della Musica all’Università La Sapienza di Roma (1976) si è dedicato allo studio dei madrigalisti italiani e dei compositori della Scuola Napoletana, nonché allo studio delle opere di Stravinsky, Bartok, Hindemith e Copland.
Interessato alla musica etnica e ai suoni delle più diverse culture la sua musica, trae spesso ispirazione dai luoghi geografici e dalla storia antica e moderna: esemplare, in tal senso, è De alphabetis mundi, per Coro di Voci bianche, su testo in undici lingue antiche e moderne, rappresentato al Teatro dell’Opera di Roma nel giugno 2015.
Con i gruppi Giasscritto e Ottomania di cui è fondatore e direttore, propone, oltre ad un repertorio originale, elaborazioni su pagine famose di grandi autori (tra cui Verdi, Puccini, Brahms, Satie, Respighi, Bartok, Gershwin, Bernstein) articolandole anche nell’ambito degli stilemi tipici dello swing, del free jazz e della world music.
Eseguito in diverse istituzioni musicali (Festival Internazionale di Santander, Fondazione Pergolesi-Spontini di Iesi, Teatro dell'Opera di Roma, etc.) alcuni suoi lavori sono editi dalla Warner, dalla Emi-Sony e dalla Sedam di Roma.

## Lo stile
Lo studio sui madrigalisti italiani e sulla Scuola Napoletana, unito ad anni di permanenza in una grande orchestra lirico sinfonica, ha contribuito a mettere in rilievo l’aspetto melodico e contrappuntistico di molti lavori di Cimpanelli e la predilezione di percorsi basati sia sull’armonia non funzionale, sia su l’armonia modale.
Pur se nella sua scrittura musicale di Cimpanelli sono presenti formule armoniche e colori orchestrali, derivanti anche dallo studio delle partiture di Hindemith e Copland e che non di rado s’incontrano nelle partiture di grandi autori di musica per film americani, la fisionomia di questo autore, dal punto di vista cinematografico, si evidenzia al meglio nella continuazione e rielaborazione di quei climi sonori tipici della commedia all’italiana (vedi le recensioni di Baciami piccina e Un inverno freddo freddo sulla rivista Colonne sonore, a cura di Massimo Privitera).

## Pubbliche esecuzioni
- Festival Internacionales de Santander 2009: Sollos - Fantasia d’ estate
- Fondazione Pergolesi - Spontini di Iesi 2011: Salve Regina - Ave Maria N°2)
- Teatro dell'Opera di Roma (tra il 1994 e il 2015): De alphabetis mundi
- Cantiere dell'Arte di Montepulciano, 2015: La morena
- Civilization di Mosca, 2015: Richiami
- ESML di Lisbona, 2015: Richiami
- Teatro Luigi Garzoni di Tricesimo (Udine, 2016): Aestatis fulgoe - Rapsodia)
- Fondazione Umberto Mastroianni di Arpino (Frosinone, 2014): La prima luce
- Mercati di Traiano (2011, La prima luce, e arrangiamenti per lo spettacolo Romamor
- Sant'Ivo alla Sapienza, Roma, 2013: Minotauro love
- Santa Maria in Montesanto, Roma,1995: Ave Maria N°1
- Santa Maria in Porta Paradisi, Roma,1997: Echoes form Earth
- Palazzo Barberini: Roma, 2011, La prima luce - Notturno di città
- Academia Belgica, Roma, 2011:Punti di metropoli-Mare nostrum
- Teatro Italia, Roma, 2010: Punti di metropoli - Mare nostrum
- Teatro Manzoni, Roma, 2011-2012: Linea balcanica, Punti di metropoli, Mare nostrum
- Teatro Parioli, Roma,1995: Song for Giulietta
- Teatro Agorà, Roma, 2001-2002-2005: Tartufo, Die Hose, Cecè
- Sala Umberto di Roma, 2011: Correnti alternate
- Circolo di Palazzo Madama, Roma, 2015, Senato della Repubblica Italiana: La morena
- Academia Ibero-Americana do clarinete, 8-12 aprile 2017, Castelo de Paiva (Portogallo): Rapsodia, per clarinetto e pianoforte.

## Recensioni
- Aldo Tramma nelle note al cd Echoes from Earth (2005, ed.Sedam, Roma)
- Alberto Barbadoro nelle note al cd Echoes from Earth (2005, ed.Sedam, Roma)
- Massimo Privitera su Colonne sonore per Un inverno freddo freddo (2016) e Baciami piccina (2007)
- Helmuth Laberer su Il mondo della musica (2007?) per Un inverno freddo freddo
- Kay Mc Carthy nelle note del cd Un inverno freddo freddo (2007)
- Camillo Savone nel sito di Claudio Cimpanelli (2017, Biografia)
- Paolo Marchettini nel sito di Claudio Cimpanelli (2017, Biografia)
- Massimo Privitera nel sito di Claudio Cimpanelli (2017, Biografia)
- Eliseo Smordoni nel sito di Claudio Cimpanelli (2017, Biografia)